# 米倉久邦
米倉 久邦（よねくら ひさくに、1942年 - ）は、日本大学職員で、ジャーナリスト。

## 経歴
東京生まれ。1968年、早稲田大学卒業、共同通信社に入社。ワシントン特派員、経済部長、ニュースセンター長、論説委員長などを歴任した。フリーランスジャーナリストを経て、現在日本大学企画広報部職員。
高校・大学時代登山に親しみ、2004年12月日本百名山を踏破した。日本山岳会会員、森林インストラクター、東京スキー山岳会会員。
2018年、日本大学フェニックスの反則タックル問題に対し、日本大学は5月23日に日大本部で会見を開いた。米倉は日大広報として司会を務めたが、度々会見を打ち切ろうとしてその対応は物議をかもした。
詳細は日本大学フェニックス反則タックル問題を参照。

## 著作
- 『そうだ、山へ登ろう！――森林インストラクターになっちゃった』三五館、2004年9月
- 『森のチカラ――日本の森林再生プロジェクト』三五館、2004年10月
- 『六十歳から百名山』新潮社、2006年4月
- 『森をゆく 「人と森のかかわり」を訪ねて』日本林業調査会、2010年6月
- 『日本の森列伝 自然と人が織りなす物語』山と渓谷社 (ヤマケイ新書)、 2015年7月